# Kai Lykke
Kai Lykke, född den 16 mars 1625 på Gisselfeld, död den 9 september 1699, var en dansk adelsman, brorson till Anne Lykke.
Lykke var en av Danmarks rikaste godsägare på sin tid, men utmärkte sig mest genom sitt övermod, överdåd och utsvävande levnadssätt. Han blev kammarjunkare 1646, var nära förbunden med rikshovmästaren Corfitz Ulfeld och blev för sin frispråkighet plötsligt avlägsnad från hovet. 1657 var han överste för ett av honom själv värvat regemente, men uppges inte ha visat någon krigisk duglighet. 
Då han 1661 råkade i tvist med sin företrädare detta gårdsfogde, framdrog denne ett brev, som Lykke 1656 skrivit till sin dåvarande frilla (sedermera gårdsfogdens hustru), i vilket han på ett ytterst kränkande sätt yttrat sig om drottning Sofia Amalias äktenskapliga trohet. Lykke måste erkänna sitt brott och utfästa sig att betala 100 000 riksdaler i böter. 
Då han utan att betala flydde ur landet, anklagades han för majestätsbrott och dömdes att mista liv, ära och gods. Hans egendom (uppskattad till inalles 400 000 riksdaler) indrogs till kronan, och själv avrättades han in effigie den 5 september 1661. Efter Sofia Amalias död (1685) fick Lykke tillstånd att återvända till Danmark.